# Cyanophrys longula
Cyanophrys longula är en fjärilsart som beskrevs av William Chapman Hewitson 1868. Cyanophrys longula ingår i släktet Cyanophrys och familjen juvelvingar. Inga underarter finns listade i Catalogue of Life.

## Bildgalleri

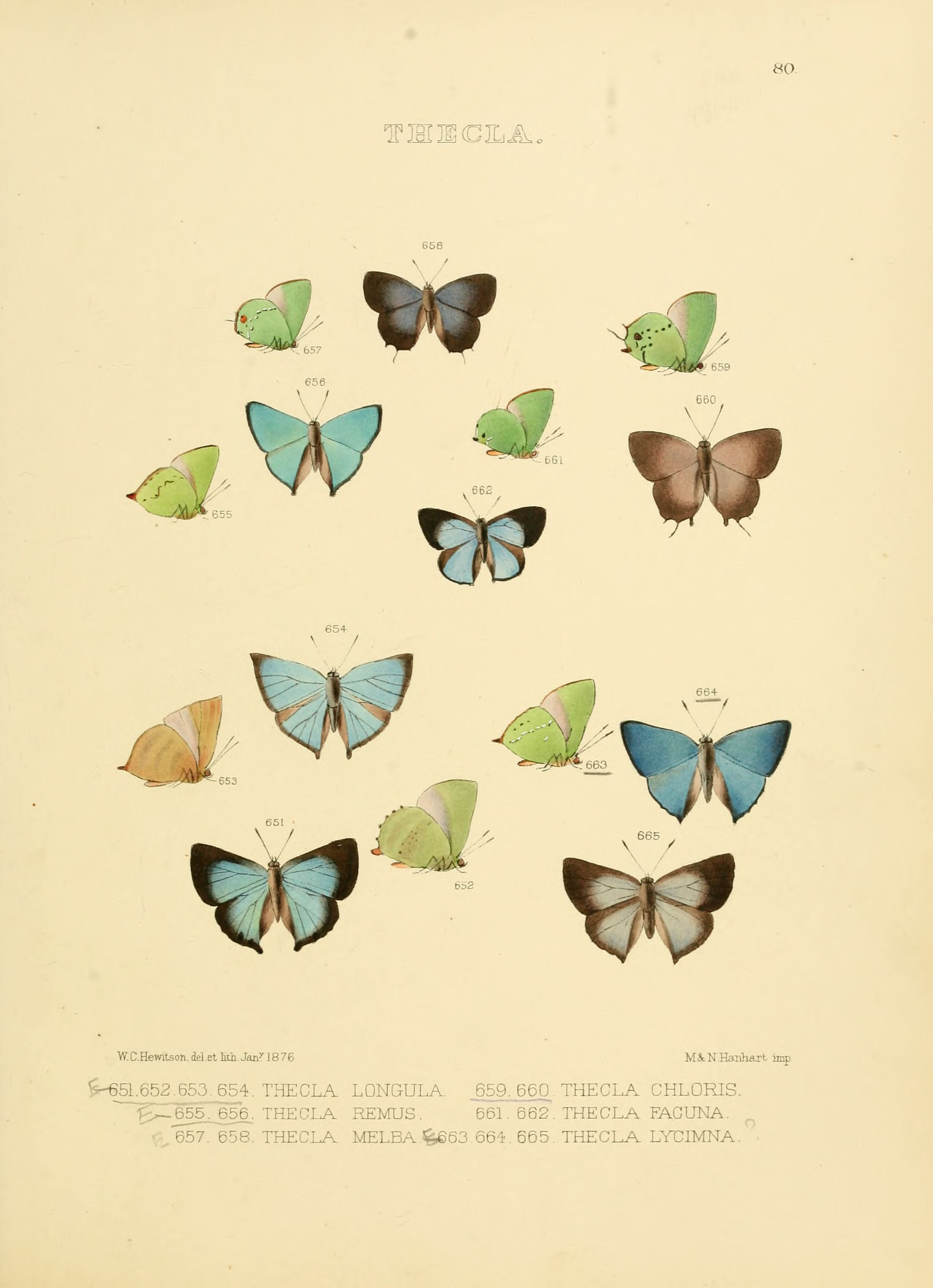